# Gablenz (Crimmitschau)
Gablenz ist ein Ortsteil der Ortschaft Crimmitschau der Großen Kreisstadt Crimmitschau im sächsischen Landkreis Zwickau. Er wurde am 1. Juli 1950 nach Crimmitschau eingemeindet. Zu Gablenz gehört die kleine Siedlung Ungewiß südöstlich des Orts.

## Geografie

### Geografische Lage und Verkehr
Gablenz liegt im östlichen Stadtgebiet von Crimmitschau am Paradiesbach, einem Zufluss der Pleiße. Im Norden befindet sich die Autobahn 4. Sie ist über den durch Gablenz nach Osten zur Bundesstraße 93 führenden Autobahnzubringer erreichbar. Südöstlich von Gablenz liegt am Lauenhainer Weg die aus vier Höfen bestehende Siedlung Ungewiß.⊙

### Nachbarorte
| Leitelshain  | Waldsachsen                                 | Seiferitz  |
| Crimmitschau | Kompassrose, die auf Nachbargemeinden zeigt | Dennheritz |
|              | Lauenhain, Harthau                          |            |

## Geschichte

### 12. bis 18. Jahrhundert
Gablenz entstand im Zuge der Kolonisation des Pleißenlands im 12. Jahrhundert. Historische Quellen belegen, dass um 1117 das Adelsgeschlecht der „Herren von Gablenz und Ungewiß“ seinen Stammsitz im Ort hatte. Im Jahr 1222 ist ein „Theodericus de Gabelence“ erwähnt. Vier nach Lauenhain hin gelegene Güter bilden den Ortsteil Ungewiß, welcher im Mittelalter als „zu der Ungewißheit“ (1317: „Theodericus von der Vngewisheit“) bezeichnet wurde. Die Namensentstehung ist jedoch nicht sicher.
In Gablenz und Ungewiß sind um 1273 bzw. 1291 (Gablenz) und 1317 (Ungewiß) Herrensitze erwähnt worden. Sie befanden sich ursprünglich im Besitz der Herren von Gablenz, welche bis ins 14. Jahrhundert Vögte auf der nahe gelegenen Schweinsburg waren. Als Burgmänner der Schweinsburg standen sie unter der Lehnsherrschaft der Schönburger, die 1307 für die Herrschaft Crimmitschau die Lehnshoheit der Wettiner anerkennen müssen. Im Jahre 1533 kam Gablenz an Heinrich von Schönfels auf Ruppertsgrün. 1527 wurde im Ort der erste evangelische Pfarrer eingeführt.
Im Jahr 1551 war die Grundherrschaft über Gablenz auf die Rittergüter Ruppertsgrün, Carthause und Schweinsburg aufgeteilt. Ein Teil des Orts unterstand als Amtsdorf direkt dem Amt Zwickau. Ungewiss unterstand im Jahr 1551 dem Rittergut Ruppertsgrün. Seit 1557 ist Ungewiss als Vorwerk belegt.
Um 1606 unterstanden ein Teil von Gablenz und das Vorwerk Ungewiß dem Rittergut Gablenz, das von 1570 bis Ende des 17. Jahrhunderts im Besitz der Familie von Thumbshirn war. Weiterhin gehörten zur Grundherrschaft Gablenz Anteile der Dörfer Seiferitz, Dennheritz, Lauenhain, Leitelshain, Frankenhausen und Thonhausen. Ende des 17. Jahrhunderts kam das Rittergut Gablenz an die Familie von Zehmen, danach im Jahr 1724 an die Herren von der Planitz und um 1764 an die Familie von Schmertzing.

### 19. Jahrhundert bis zur Gegenwart
Im 19. Jahrhundert war das Rittergut Gablenz im Besitz folgender Personen: Amtspächter Carl Gottlob Müller aus Callenberg, Kaufmann Christian Gotthelf Kirsch aus Glauchau (ab 1820), Ernst von Stutterheim (1827), Amtsrat Leukart (1831), Adelbert Hager (1848) und Herbert Zimmermann (ab 1901). Nach einem Brand wurden zahlreiche Gebäude des Orts im Jahr 1821 neu aufgebaut.
Gablenz gehörte ursprünglich zur schönburgischen Pflege Crimmitschau, die 1413 wettinisch wurde und im 16. Jahrhundert im kursächsischen Amt Zwickau aufging. Der Ort gehörte bis 1856 zum kursächsischen bzw. königlich-sächsischen
Amt Zwickau. 1856 wurde er dem Gerichtsamt Crimmitschau und 1875 der Amtshauptmannschaft Zwickau angegliedert. Am 20. Juni 1864 feierte man die Grundsteinlegung der neuen Gablenzer Kirche. Im Ort existierte bereits seit 1200 ein Gotteshaus, welches wegen Baufälligkeit zugunsten eines Neubaus abgerissen wurde. Am 20. November 1865 wurde das Gebäude, welches im Stil einer Saalkirche mit einer Kassettendecke, in deren Mitte eine Rosette zu sehen ist, feierlich eingeweiht.
Am 1. Juli 1950 wurde die Gemeinde Gablenz mit der Siedlung Ungewiß nach Crimmitschau eingemeindet. Durch die zweite Kreisreform in der DDR kam Gablenz als Ortsteil der Stadt Crimmitschau im Jahr 1952 zum Kreis Werdau im Bezirk Chemnitz (1953 in Bezirk Karl-Marx-Stadt umbenannt), der ab 1990 als sächsischer Landkreis Werdau fortgeführt wurde und 1994 im Landkreis Zwickauer Land bzw. 2008 im Landkreis Zwickau aufging.

## Brauchtum
- Westsächsischer Töpfermarkt am ersten Wochenende im Mai
- Gablenzer Parkteichfest am zweiten Wochenende im Juli